# 永璟
愛新覚羅 永璟（あいしんかくら えいえい、乾隆20年12月21日（1755年1月22日） - 乾隆22年7月24日（1757年9月7日））は、清の乾隆帝の第十三皇子。母は乾隆帝の2番目の皇后継皇后那拉氏。第十二皇子永璂の同母弟。嘉慶帝の異母兄。
2歳で病死し、異母兄端慧皇太子永璉（乾隆帝第二皇子，生母は孝賢純皇后）と同じ墓地に埋葬される。